# Англсі
А́нглсі (англ. Anglesey, валл. Ynys Môn) — область у складі Уельсу. Розташована на півночі країни. Адміністративний центр — Лланґевні.
Унітарна одиниця утворена на підставі Акту про місцеве врядування 1994 року.
Область розташована у Північній Валії на однойменному острові та кількох прилеглих островах, що раніше утворювали територію традиційного графства Анґлсі.

## Історія
До римського завоювання Британії острів вважався священним для друїдів. У I столітті н. е. він був об'єктом цілеспрямованого захоплення для римлян, які бажали усунути вплив друїдів на кельтів. Римські автори називали острів Mona.

## Географія
Річки: (Afon Braint), (Afon Cadnant), (Afon Cefni)
Острови: Холі Ісланд (Holy Island); Чарч Ісланд (Church Island); Крайбінау (Cribinau); Іст Моус (East Mouse); Міддл Моус (Middle Mouse); Пуффін Ісланд (Puffin Island); Солт Ісланд (Salt Island); Соуз Стек (South Stack); Зе Скірайс (The Skerries); Норз Стек (North Stack); Вест Моус (West Mouse); Інис Бінлейс (Ynys Benlas); Інис Састелл (Ynys Castell); Інис Дулас (Ynys Dulas); Інис Фюридж (Ynys Feurig); Інис Джайнт (Ynys Gaint); Інис Ґорід Ґоч (Ynys Gored Goch); Інис Ланддвін (Ynys Llanddwyn); Інис Молфрі (Ynys Moelfre); Інис у Баґ (Ynys y Bîg)

## Міста і села
Міста і містечка: Емлч (Amlwch); Біумаріс (Beaumaris); Бінлліч (Benllech); Голігед (Holyhead); Ллангевні (Llangefni); Менай-Бридж (Menai Bridge)
Села: Аберффрау (Aberffraw); Бачо(Bachau); Бодедерн (Bodedern); Бодерайд (Bodewryd); Бодффорд (Bodffordd); Бодоґан (Bodorgan); Брингрен (Bryngwran); Бринрефайл (Brynrefail); Бринсінкін (Brynsiencyn); Булл Бей (Bull Bay); Бурвін (Burwen); Кеміс (Cemaes); Кеміс Бей (Cemaes Bay); Кемлін (Cemlyn); Чарч Бей (Church Bay); Двірен (Dwyran); Фор Майл Бридж (Four Mile Bridge); Ґарвен (Gaerwen); Ґвелчмай (Gwalchmai); Лайнґоч (Llaingoch); Ланбедридж (Llanbadrig); Ланданіел Феб (Llanddaniel Fab); Ланддюсант (Llanddeusant); Ланддона (Llanddona); Ландеґфан (Llandegfan); Ланфес (Llanfaes); Лланвайрпуллґвінґіллґоґерихвирндробуллллантісіліоґоґоґох (Llanfairpwllgwyngyllgogerychwyrndrobwyllllantysiliogogogoch); Ланфейр-інґ-Хорнвей(Llanfair-yng-Nghornwy); Ланфроґ (Llanfwrog); Ланґод (Llangoed); Ланґрістіолус (Llangristiolus); Ланґвіллоґ (Llangwyllog); Ланіден (Llanidan); Ланнерч-й-мідд (Llannerch-y-medd); Ланседрн (Llansadwrn); Лантрісент (Llantrisant); Мелтріз (Malltraeth); Молфрі (Moelfre); Н'юборґ (Newborough); Пенмон (Penmon); Пенмінід (Penmynydd); Пентріз (Pentraeth); Пентрі Бер (Pentre Berw); Порт Дефач (Porth Dafarch); Росколін (Rhoscolyn); Росґоч (Rhosgoch); Росбол (Rhosybol); Росмейрч (Rhosmeirch); Роснір (Rhosneigr); Стар (Star); Теадур (Trearddur); Треґел (Tregele); Ту Крос (Tŷ Croes); Валлі (Valley)

### Найбільші міста
Міста з населенням понад 3 тисячі осіб:
| № | Місто                | Населення, осіб (2001) |
| - | -------------------- | ---------------------- |
| 1 | Голігед              | 11 237                 |
| 2 | Менай-Бридж          | 4 737                  |
| 3 | Ллангевні            | 4 404                  |
| 4 | Лланвайрпуллгвінгілл | 3 040                  |